# Orrnästjärnen
Orrnästjärnen är en sjö i Kalix kommun i Norrbotten och ingår i Kalixälvens huvudavrinningsområde. Sjön har en area på 0,0609 kvadratkilometer och ligger 48 meter över havet.

## Delavrinningsområde
Orrnästjärnen ingår i det delavrinningsområde (733631-183294) som SMHI kallar för Ovan Sågbäcken. Medelhöjden är 42 meter över havet och ytan är 12,01 kvadratkilometer. Räknas de 4 avrinningsområdena uppströms in blir den ackumulerade arean 30,95 kvadratkilometer. Flasabäcken som avvattnar avrinningsområdet har biflödesordning 2, vilket innebär att vattnet flödar genom totalt 2 vattendrag innan det når havet efter 18 kilometer. Avrinningsområdet består mestadels av skog (72 procent) och sankmarker (21 procent). Avrinningsområdet har 0,06 kvadratkilometer vattenytor vilket ger det en sjöprocent på 0,5 procent.